# 743
743 је била проста година.

## Догађаји
- Цар Константин V поражава његовог зета Артавазд, који је водио двогодишњу побуну у покушају да узурпира византијски престо. Он креће за Цариград и успева да га одбрани три месеца касније. Артавазд и његов син Никетас јавно су заслепљени и пребачени у манастир Хора. Константин обнавља своју политику иконоклазма.
- Цар Константин V реформише старе у нове елитне коњичке и пешадијске јединице, зване тагмата. Он користи ове трупе против побуњеника у северозападној Анадолији (модерне Турске), а касније и за кампање против арапских муслиманских нападача и бугара.
- Хилдерик III наслеђује престо Франачког царства као последњи боравски краља, (до његове смрти 754. године) након интергнума од седам година након што је престо остао слободан након смрти претходног краља Теудерика IV. Моћ остаје чврсто у рукама главног Домуса, тренутно Карломан и Пипин.

- Баварски војвода Одило долази у помоћ Боруту, кнезу Карантанаца, против поновљених упада Авара у данашњу Аустрију, и ставља у вазални однос словенску кнежевину. У замену за помоћ Баварске, Борут прихвата своју власт и прелази у хришћанство.
- Краљ Етхелбалд од Мерсије удружује снаге са Весексом и напада Гвента и Поуиса у Средњем Велсу.
- 6. фебруар – Калиф Хишам ибн Абд ал-Малик умире после 19-годишње владавине, у којој је заустављена арапска експанзија у Европи, а Омајадски калифат је био под притиском Турака у Централној Азији и Бербера у Северној Африци. Наследио га је његов нећак Ал-Валид II, који је Халида ал-Касрија, бившег гувернера Ирака, затворио и мучио.
- Цар Шому мења закон о трајном власништву над култивисаним земљиштем. Ово дозвољава аристократама и члановима свештенства да обрађују земљу. Ново пољопривредно земљиште ће се звати шоин.
- У једној од завршних битака Трећег рата Тикал-Калакмул, град Ел Перу заузима Тикал.
- Земљотрес на Каспијским вратима  Земљотрес се десио у Каспијским вратима (Александарским вратима). Локација је идентификована или са Дербентом, Русија или Талисом, Иран.
- Први велики црквени сабор одржан у источним деловима Франачког краљевства. Сабор сазива цар Карломан, градоначелник палате Аустразије, а председава Свети Бонифатије, који се учврстио у свом положају вође франачке цркве.